# Václav I xứ Bohemia
Thánh Václav (tiếng Séc: Svatý Václav, tiếng Đức: Wenzel von Böhmen) (* 908, † 28 tháng 9 929 hoặc 935 ở Stara Boleslav) là Công tước xứ Bohemia của triều đại Přemysl từ năm 921 đến khi qua đời và đồng thời là gia trưởng của dòng họ này. Trong triều đại ngắn ngủi của mình, ông đã phải phục tùng vua Heinrich I của Đông Frank. Ông cũng phải đấu tranh với các đối thủ khác ở Bohemia và cuối cùng đã bị giết bởi em trai của ông, Boleslav I.
Ngay từ thế kỷ 10 ông đã được tôn kính như một vị thánh. Ông là người bảo trợ của Nhà Přemysl và tên ông được đặt cho bốn nhà cai trị Séc khác. Trong thời Trung kỳ Trung cổ ông đã trở thành người bảo trợ Bohemia. Trong Giáo hội Công giáo và Giáo hội Chính Thống, ông được tôn kính cho đến ngày nay. Cộng hòa Séc tuyên bố vào năm 2000 ngày 28 tháng 9, ngày ông qua đời, là ngày lễ quốc gia.
Ông được biết đến với bài thánh ca "Vua Václav nhân từ" (Anh:Good King Wenceslaus).

## Tiểu sử

### Thời niên thiếu và giáo dục
Václav là con trai cả của Công tước Přemysl Vratislav I và Drahomíra của Stodor. Khi ông được sinh ra vào đầu thế kỷ thứ 10, quyền cai trị Trung Bohemia thuộc về chú của ông Spytihnev I., cho nên nơi sinh của ông có lẽ không phải là Praha, nhưng ở một trong những lâu đài thuộc dòng dõi nhà Přemysl, chỗ cư trú của các thành viên trong gia đình mà không cai trị. Có thể đó là Budeč và Levy Hradec ở trung tâm của công quốc hoặc Tetín, Libušín, Mělník, Stara Boleslav và Lštění mà nằm ở ngoài rìa. Năm sinh Václav chỉ có thể được ước tính theo tính toán thời gian. Có lẽ đó là năm 908, vì khi cha ông Vratislav nắm chính quyền vào năm 915, trong cùng năm đó ông đã cho cắt tóc con trai mình. Thông thường chỉ có trẻ em nam nhà quý tộc với độ tuổi khoảng bảy năm, phải trải qua nghi lễ cắt tóc. Buổi lễ long trọng đã diễn ra trong sự hiện diện của một giám mục tại nhà thờ Đức mẹ thuộc lâu đài Praha.
Ông được bà nội của mình Ludmilla, và một linh mục tên là učeň, dạy học tại lâu đài Budeč. Theo truyền thuyết Václav có thể hiểu tiếng Slav, Latinh và thậm chí cả sách Hy Lạp. Những người trong dòng họ lại lo sợ, việc huấn luyện để trở thành một chiến sĩ quá ngắn ngủi. Khi cha ông chết vào mùa xuân năm 921 Vaclav lúc đó khoảng 13 tuổi. Dòng họ đã họp lại và phong ông làm công tước, nhưng ông chưa thể cai trị một cách độc lập. Nhiếp chính là mẹ ông Drahomíra, nhưng việc giáo dục của Václav và em trai ông, Boleslav, dòng họ ông lại giao cho bà ông, Ludmilla đảm nhiệm. Chẳng bao lâu nó đưa đến tranh chấp giữa hai người phụ nữ. Ludmilla bị giết chết vào ngày 16, tháng 9 năm 921 bởi những người thân tín của con dâu mình. Drahomíra đảm nhiệm nhiếp chính thêm ba hoặc bốn năm nữa. Đến năm 924 hoặc 925 Vaclav đủ lớn để tiếp nhận quyền cai trị chính phủ của mình. Ông kết hôn - tên của người phụ nữ không được biết - và cũng là cha của một người con trai tên là Zbraslav với một người thiếp.

### Đối nội và tôn giáo

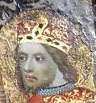
Václav I, Công tước Bohemia

Ngai vàng ở Bohemia vào đầu thế kỷ thứ 10 cho một người được chỉ định kế nhiệm là một vấn đề khó khăn và nguy hiểm. Hành động chính thức đầu tiên của Václav được biết đến là mang di hài của bà mình về Praha vào năm 925. Đồng thời ông đuổi mẹ mình trong một thời gian ngắn ra khỏi công quốc - cả hai việc rõ ràng và cần thiết để biểu lộ quyền lực, bởi vì dòng họ không hoàn toàn đứng sau lưng ông. Václav có nhiều người ủng hộ mạnh và phe nhóm riêng của mình, và anh cũng có những đối thủ mạnh như vậy, những người ủng hộ mẹ và anh em mình hoặc theo đuổi những mục tiêu riêng của họ. Có bằng chứng rằng ngay cả việc tiếp quản của chính phủ đã được đi kèm bởi sự ganh đua. Một truyền thuyết cho rằng giới quý tộc đã làm giả một âm mưu ám sát, làm cho hai anh em trở nên đối nghịch với nhau. Trong một truyền thuyết khác, phe Václav đã chiến đấu chống lại phe mẹ mình qua những trận đánh đẫm máu. Chúng cùng tường thuật rằng công tước mới, theo những người có thế lực khác, có vẻ còn quá trẻ, quá thiếu kinh nghiệm và quá sùng đạo. Một bằng chứng khác cho tình hình không ổn định là cuộc chiến với láng giềng của ông, Radslav của Kourim. Sau khi Václav đánh bại ông ta, ông vẫn cho ông ấy tiếp tục giữ chức tước của mình, và hài lòng khi ông ta bày tỏ sự thần phục. Điều này cho thấy rằng các công tước khác ở Bohemia chấp nhận ưu thế nào đó của người cai trị lâu đài Praha - đôi khi miễn cưỡng -, nhưng về cơ bản vẫn độc lập. Václav không thể di chuyển cán cân quyền lực này làm lợi cho mình, và rõ ràng là nó cuối cùng dẫn đến sự sụp đổ của ông. Kitô giáo cũng vậy, đã không chiếm ưu thế vào đầu thế kỷ thứ 10. Nhà lãnh chúa rửa tội thứ tư của Bohemia cai trị một đất nước chủ yếu không phải Kitô giáo. Mặc dù ông duy trì mối quan hệ tốt với giám mục Tuto của Regensburg, nhưng không có hoạt động truyền giáo tích cực. Trong nước chỉ có một số ít các giáo sĩ người Bayern, và các giáo sĩ chạy khỏi Đại Movaria vào năm 907, khi nó sụp đổ. sự hiện diện của họ ở Bohemia mặc dù không gây tranh cãi, con số và ảnh hưởng của họ tuy nhiên hoàn toàn nằm trong bóng tối. Tôn giáo mới theo các điều kiện đó vẫn tiếp tục giới hạn ở công quốc của ông và chỉ được theo bởi giới quý tộc tại một số lâu đài quan trọng nhất. Ảnh hưởng lâu dài của Václav trong lĩnh vực tôn giáo là việc xây dựng một nhà thờ tròn, mà ông với sự đồng ý của Tuto cho xây ở chỗ sau này là Nhà thờ chính tòa Thánh Vitus. Mặc dù nó là nhà thờ thứ ba trên mảnh đất của lâu đài Praha, nhưng trong khi những người tiền nhiệm của ông chọn những chỗ nằm ngoài bìa, người mà sau này trở thành vị Thánh thiêng liêng của đất nước đã chọn chỗ ở ngay giữa đồi, nơi mà một số nhà sử học tin rằng hai yếu tố trung tâm của tôn giáo cũ và trật tự xã hội: ngọn đồi linh thiêng của những nạn nhân chết cháy Zizi và ngai vàng đá, chỗ mà tất cả các công tước Bohemia trong thời Trung kỳ Trung Cổ phải trèo lên khi nối ngôi. Cả hai chỗ linh thiêng này hai thế kỷ sau đó vẫn được nhà niên giám Cosmas của Praha biết đến và có lẽ sau này là chỗ của nhà thờ Gothic. Václav với công trình này cung cấp trung tâm tư tưởng của đất nước trong bối cảnh Kitô giáo, do đó tạo ra một cầu nối giữa cái cũ và cái trật tự mới.

### Bohemia và châu Âu
Về mặt đối ngoại, Bohemia trong thời gian cầm quyền của Václav đứng giữa ba cường quốc. Với Hungary, nước mà tàn phá châu Âu từ đầu thế kỷ thứ 10, từ lâu đã phải tồn tại một thỏa thuận, vì các chiến binh Hungary có thể di chuyển về phía Tây không bị cản trở khi đi qua lãnh thổ Bohemia để thực hiện các cuộc tấn công cướp bóc của họ. Các bộ tộc Elbslav ở phía bắc là đồng minh truyền thống của nhà Přemysl: mẹ của Václav là một công chúa trong bộ tộc này, bà ngoại của ông có thể đến từ bộ tộc người Sorbs. Đông Frank, tuy nhiên, là một mối đe dọa nghiêm trọng cho Bohemia, bởi vì liên minh các bộ tộc còn lỏng lẻo, lãnh thổ nhỏ trung Bohemia của nhà Přemysl về mặt quân sự không thể chống lại quân Frank. Những người tiền nhiệm của Václav 895 đã chịu phục tùng Arnulf của Kärnten và chịu chiều cống, để tự giải phóng khỏi quyền thống trị của Đại Moravia. Giao ước này cùng với nghĩa vụ chiều cống sau này truyền cho công quốc Bayern.
Dưới thời Václav chuyện quan trọng nhất là làm sao bảo vệ lãnh thổ chống lại Sachsen, mà ngày càng đóng một vai trò quan trọng trong liên minh các công quốc Đức và công tước của xứ này Heinrich I năm 919 đã nắm được vương quyền. Nhất là các cuộc chiến tranh với và bồi thường cho Hungary gây nhiều tốn kém cho nhà vua, mà Sachsen không có khả năng để chi phí một mình. Các cuộc tấn công và các cuộc cướp bóc vào xứ "man rợ" phía Đông tạo ra một nguồn thu nhập mới. Bohemia ngoài sáp và ngựa có thể cung cấp nô lệ. Ngay cả giới thượng lưu Bohemia vào những năm 920 cũng nhảy vào thị trường nô lệ béo bở này, mang tiền Ả Rập và Byzantine vào trong nước.
Khi công tước Bayern Arnulf I năm 921 ký kết một thỏa thuận với đối thủ cũ của ông Heinrich I, điều này có nghĩa là một thảm họa cho Bohemia. Nhiếp chính Drahomíra trong cùng một năm đuổi hết các giáo sĩ Bayern ra khỏi đất nước và như vậy, trực tiếp bày tỏ thái độ thù địch với nước láng giềng của nó về phía tây. Một năm sau đó Arnulf đổ quân sang Bohemia, với kết quả không rõ. Sau khi Václav nắm quyền 924/925, các giáo sĩ Regensburg mặc dù trở lại Praha, nhưng việc làm hòa này không kéo dài. Rõ ràng, những nhà lãnh đạo Bohemia không chịu chấp nhận, chuyển mối quan hệ trung thành cũ tự động từ Công tước xứ Bayern sang vua Sachsen. Mối quan hệ chưa được giải quyết của Bohemia đối với vương quốc của mình, Heinrich I mãi đến 929 mới quyết định được, có lợi cho mình. Trong chiến dịch đánh người Slav, ông đã chinh phục được thủ phủ Brandenburg của bộ tộc Elbslav và bắt công tước Tugumir và em gái của ông ta - bà con gần của Drahomíras và do đó cũng của Václav - làm con tin mang về Sachsen. Sau đó, ông tấn công glomacze, và tiếp theo cùng với Arnulf trong một kế hoạch bất ngờ tiến đến Praha. Rõ ràng là không có một cuộc chống cự mạnh mẽ, vì Bohemia hầu như không có thời gian để tập hợp quân đội lại. Tuy nhiên, Heinrich I không gây ra một vụ thảm sát như tại lâu đài chính daleminzisch Gana, và ông cũng đã không giữ con tin như ở Brandenburg. Thay vào đó, ông đã đàm phán với Václav. Trong kết quả của cuộc đàm phán vào đầu mùa hè 929 việc chiều cống cũ được đổi mới và lệ phí - có lẽ bằng hình thức gia súc và kim loại quý - đã được chuyển từ Bayern sang Sachsen.
Sự phụ thuộc vào Sachsen tiếp diễn trong toàn bộ cuộc sống và triều đại Václav. Việc Boleslav ngay lập tức sau cái chết của anh trai mình đối lập với Heinrich I và dẫn dắt một cuộc chiến tranh 14 năm chống đế quốc, làm thuận lợi trong nghiên cứu cũ hình ảnh của Václav như là một nhà cai trị "yếu" và "thân Đức", và người em trai nối ngôi là một lãnh chúa "mạnh mẽ" và tự tin. Ngược lại, theo các ấn phẩm gần đây một thành tựu đáng kể của Václav, trong tình hình nghiêm trọng vào năm 929 ông có thể đứng ra đàm phán với Heinrich I. Những người thân và các đồng minh của ông trong các bộ tộc Elbslav vì từ chối kịch liệt Kitô giáo bị gạt ra lề, nên không thể làm được như ông. Vì vậy, Václav đã giúp Bohemia vẫn độc lập trong trật tự châu Âu mới nổi. Việc chuyển đổi từ một bộ tộc thành một nhà nước, tuy nhiên, mãi đến thời Boleslav mới được thực hiện..

### Ám sát

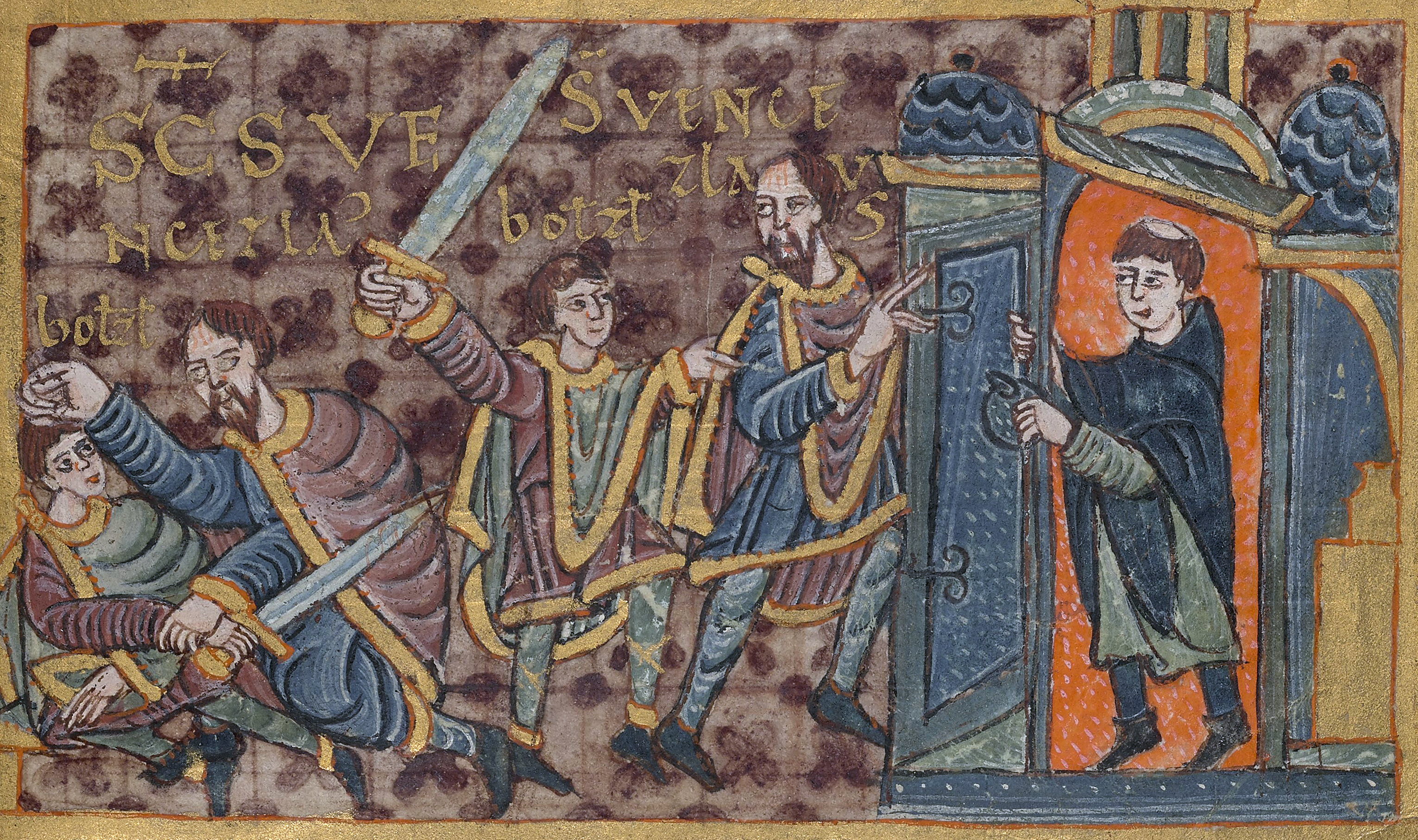
Tranh mô tả vụ ám sát Václav trong cuốn Huyền thánh tích Gumpoldova. Người đang cầm một thanh kiếm lớn định chém ông là Boleslav, em trai của ông, trong khi linh mục được cho là thân Boleslav đóng cửa không cho ông này đi vào nhà thờ.

Václav qua đời vào một ngày thứ Hai, 28 tháng 9 năm 929 hoặc 935 tại Altbunzlau với một cái chết bạo lực. Ông là nạn nhân một âm mưu, đứng đầu là Boleslav em trai của ông. Vì nhà công tước không thể bị tấn công ở Praha được, Boleslav mời ông đến dự một bữa tiệc vinh danh Thánh Cosmas và Damian, những vị thánh trong nhà thờ ở lâu đài của ông. Václav đã được cảnh báo bởi những người trung thành với ông. Mặc dù vậy, ông chấp nhận lời mời, nhưng mang theo đoàn tùy tùng để bảo vệ mình. Trong bữa tiệc, những kẻ âm mưu do đó không thể làm gì và bày ra trong đêm một kế hoạch mới. Khi nhà công tước vào sáng hôm sau, trong khi đồng hành của ông vẫn mê ngủ vì say sưa, muốn đi cầu nguyện một mình, em ông đã tấn công ông và đánh ông ta một cú đánh vào đầu. Václav thành công, giành được thanh kiếm của Boleslav. Ông cố gắng chạy trốn vào nhà thờ, nhưng vị linh mục, một người theo Boleslav, đóng cửa không cho ông vào. Trước cửa nhà thờ xảy ra một cuộc chiến đấu với những kẻ âm mưu khác, và Václav thua cuộc.
Trong khi các nguồn trong các mô tả về sự kiện phần lớn giống nhau, không có thỏa thuận đạt được vào năm mất. Truyền thuyết và biên niên sử đề cập đến năm 929 sau công nguyên, hoặc số năm theo cách tính thời gian của Byzantine, mà cũng tương ứng với năm 929. Biên niên sử của Widukind Corvey ngược lại miêu tả cái chết Václav liên quan đến những năm 935/936. Cả hai năm 929 và 935 ngày 28 tháng 9 đều vào ngày thứ hai, do đó cả hai dữ liệu đều có thể đúng. Tương tự, động cơ giết người cũng là một điều gây tranh cãi. Các nguồn nghiên cứu đời sống các vị thánh chỉ đề cập đến Boleslav như là một người "ham muốn quyền lực" và không nói bất cứ điều gì về nguồn gốc có thể có của cuộc xung đột 2 anh em. Václav liên minh với vua Sachsen có thể đóng một vai trò, cũng có thể có sự liên hệ với việc Kitô hóa. Động cơ vì không rõ ràng, cho nên một số nhà nghiên cứu nghi ngờ đó là một vụ giết người có kế hoạch và cho đó chỉ là ngộ sát.

## Người bảo trợ Bohemia
Sự sùng bái Václav đã được phát triển trong thời gian ngắn sau khi ông chết. Trong nước thưa thớt người được Kitô hóa, sự thờ phượng của công tước đã chết, tuy nhiên, không phải là một biểu hiện của sự sùng đạo rộng rãi của công chúng, mà là một "nghi lễ nhà nước". Đến cuối những năm 960, Boleslav I chuyển di hài của anh trai mình vào nhà thờ Thánh Vitus ở Praha. Ông qua đó củng cố vị thế của mình trong các cuộc đàm phán với Roma để lập một giáo phận Praha độc lập. Khoảng năm 970 Václav được đưa vào trong Sách Lễ ở Regensburg và được một ngày tưởng niệm riêng. Theo như phong tục vào lúc đó ông đã trở thành một vị thánh mới. Trong bối cảnh này, các truyền thuyết cổ xưa nhất đã phát sinh, mô tả Václav như là một tu sĩ và công tước yêu chuộng hòa bình và nhấn mạnh cái chết vì đạo của ông cũng như tư cách đạo đức Kitô của ông.
Từ nửa sau của thế kỷ 11 hình ảnh về Václav thay đổi. Ông bây giờ đã xuất hiện như một chiến binh giáp trụ đầy đủ và trở thành người bảo vệ của quốc gia lúc hoạn nạn và khi có nguy cơ chiến tranh. Trong thế kỷ 12, các ý tưởng được tạo ra rằng, Václav thực ra là người cai trị vĩnh cửu của Bohemia, người đảm bảo hòa bình cho cả nước. Các công tước cầm quyền được coi là đại diện trần thế của ông, quốc gia thời trung cổ như những người làm việc cho gia đình ông (familia sancti Venceslai).
Từ thế kỷ 13 ở Bohemia giới quý tộc trở nên mạnh mẽ, tự tin, và vai trò Václav chuyển đổi một lần nữa. Ông không chỉ là vị thánh của nhà cầm quyền, người gây sức mạnh cho nhà Přemysl, mà là vị thánh bảo trợ cho cả nước. Václav II đã phong những quý tộc ưu tú tại lễ đăng quang của mình trong năm 1297 thành "Hiệp sĩ Thánh Václav" (rytíři svatováclavští), trong các thế kỷ sau đó các vua Bohemia tiếp tục truyền thống này. Mặc dù nhà Přemysl không còn xem mình là những người đại diện trần gian của ông, họ tiếp tục cảm thấy có liên hệ với ông ta: Trong thế kỷ 13 Václav là tên được ưa chuộng cho những người thừa kế sinh ra đầu tiên, và với Václav I, Václav II và Václav III, ở Bohemia có ba vị vua cùng có tên đó chỉ trong một thế kỷ. Cả Karl IV cũng được đặt tên theo người bảo trợ đất nước tại lễ rửa tội của mình. Mặc dù sau này ông đã không sử dụng nó, nhưng triều đại của ông nằm trong đỉnh cao của sự sùng bái Václav thời trung cổ. Các đồ trang sức lễ đăng quang, nhà nguyện Václav và những bản thảo quý giá trang bị với những chủ đề Václav xuất phát trong thời gian này.

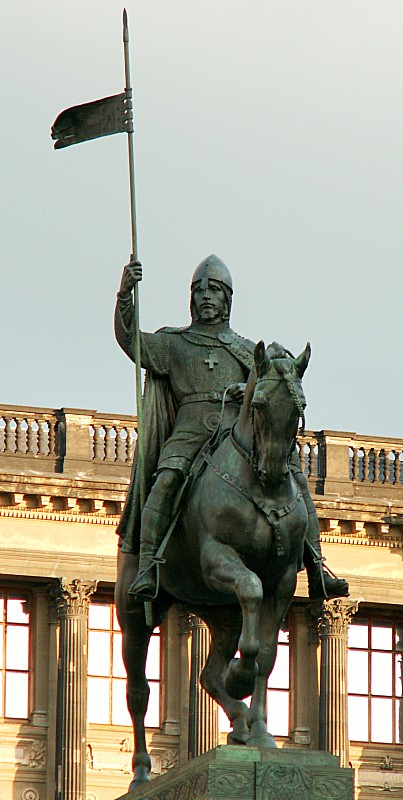
Tượng Václav cưỡi ngựa tại Praha

Trong chiến tranh Hussite, Václav vẫn được cả hai bên tôn kính, chỉ có nhóm Taboriten quá khích bác bỏ nhất quán bất cứ tôn sùng thánh thần nào. Chỉ đến thế kỷ thứ 16 sự sùng bái mới giảm dần vì sự lan tràn của đạo Tin Lành. Điều này hoàn toàn thay đổi sau Trận Bạch Sơn (Schlacht am Weißen Berg). Tinh thần yêu nước baroque sùng đạo liên kết tất cả mọi thứ với tên của ông. Có các trường Václav, một nhà xuất bản Václav, xuất bản các cuốn sách Séc, một kinh thánh Václav bằng tiếng Séc và nhiều thứ khác, khiến tên của người bảo trợ đất nước trở thành biểu tượng quốc gia. Niềm tin vào người giúp đỡ lúc hoạn nạn lên đến đỉnh điểm vào thời điểm các cuộc chiến tranh Napoleon (1792 tới 1815) trong truyền thuyết nổi tiếng của Václav Matěj kramerius về quân đội của các hiệp sĩ ngủ trong núi Blaník, mà vào thời điểm nguy hiểm nhất thức dậy và sẽ đến với Václav đứng đầu để cứu giúp người dân..
Tới thế kỷ 19 niềm tin vào các hiệp sĩ đó giảm đi, Václav vẫn là biểu tượng quốc gia. Trong cuộc Cách mạng năm 1848, tên Václav không chỉ là tên đoàn vệ binh quốc gia, cả quảng trường con ngựa ở Praha cũng được đổi tên trong năm đó thành quảng trường Václav. 1912 nhà điêu khắc Josef Václav Myslbek tạo ra tượng kỵ sĩ cưỡi ngựa chi phối cả quảng trường đến ngày hôm nay. Trong thế kỷ 19 và đầu thế kỷ 20, nhiều nghệ sĩ Séc và các nhà sử học nổi tiếng nghiên cứu về nhân vật Václav và thời đaị của ông. Kỷ niệm 1000 năm ngày ông mất vào năm 1929 nhiều ngày lễ được tổ chức, mà đã được chuẩn bị trong nhiều năm và được sử dụng để tượng trưng cho nhà nước Tiệp Khắc ở trong cũng như ở ngoài nước. Cuộc diễu hành chính vào ngày 29 tháng 9, 750.000 khán giả tham dự ở Praha. Một phần của "thiên niên kỷ" là sự hoàn thành nhà thờ chính tòa Thánh Vitus, sau gần 600 năm xây dựng. Trong những năm tiếp theo, một bộ sách nhiều cuốn (Svatováclavský sborník) được xuất bản, trong đó tập hợp các nghiên cứu đầy đủ về sự sùng bái Václav. Ngay cả trong thời bảo hộ Bohemia và Moravia Thánh Václav phục vụ cả hai phía: Phe kháng chiến cũng như những kẻ chiếm đóng người Đức, mà trao vào năm 1944 với "Wenzel Adler" (diều hâu Václav) một huy chương cho cộng tác viên đặc biệt phục tùng mệnh lệnh. Kể từ khi chủ nghĩa cộng sản sụp đổ, thành phần tôn giáo trong sự sùng bái Václav lại được nhấn mạnh hơn. Như trong ngày tưởng niệm vào ngày 28 tháng 9, các cuộc hành hương, diễu hành và lễ nhà thờ tập thể lại được tổ chức.